# آیت‌هایزرمیدن
آیت‌هایزرمِیدن (به هلندی: Uithuizermeeden) یک منطقهٔ مسکونی در هلند است که در ایمس‌موند واقع شده‌است. آیت‌هایزرمیدن ۲٫۲۷ کیلومتر مربع مساحت و ۲٬۷۹۰ نفر جمعیت دارد.

## نگارخانه

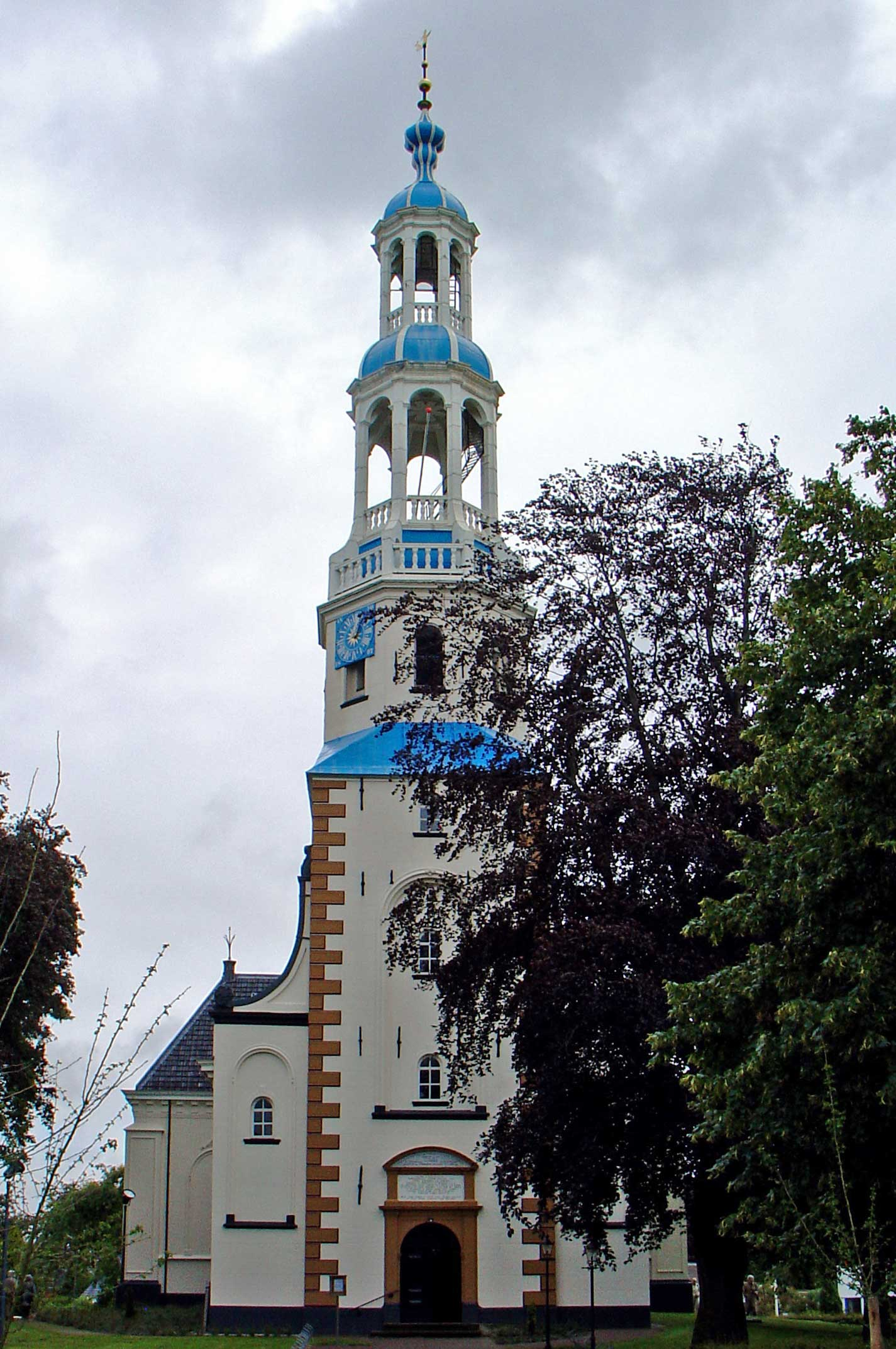
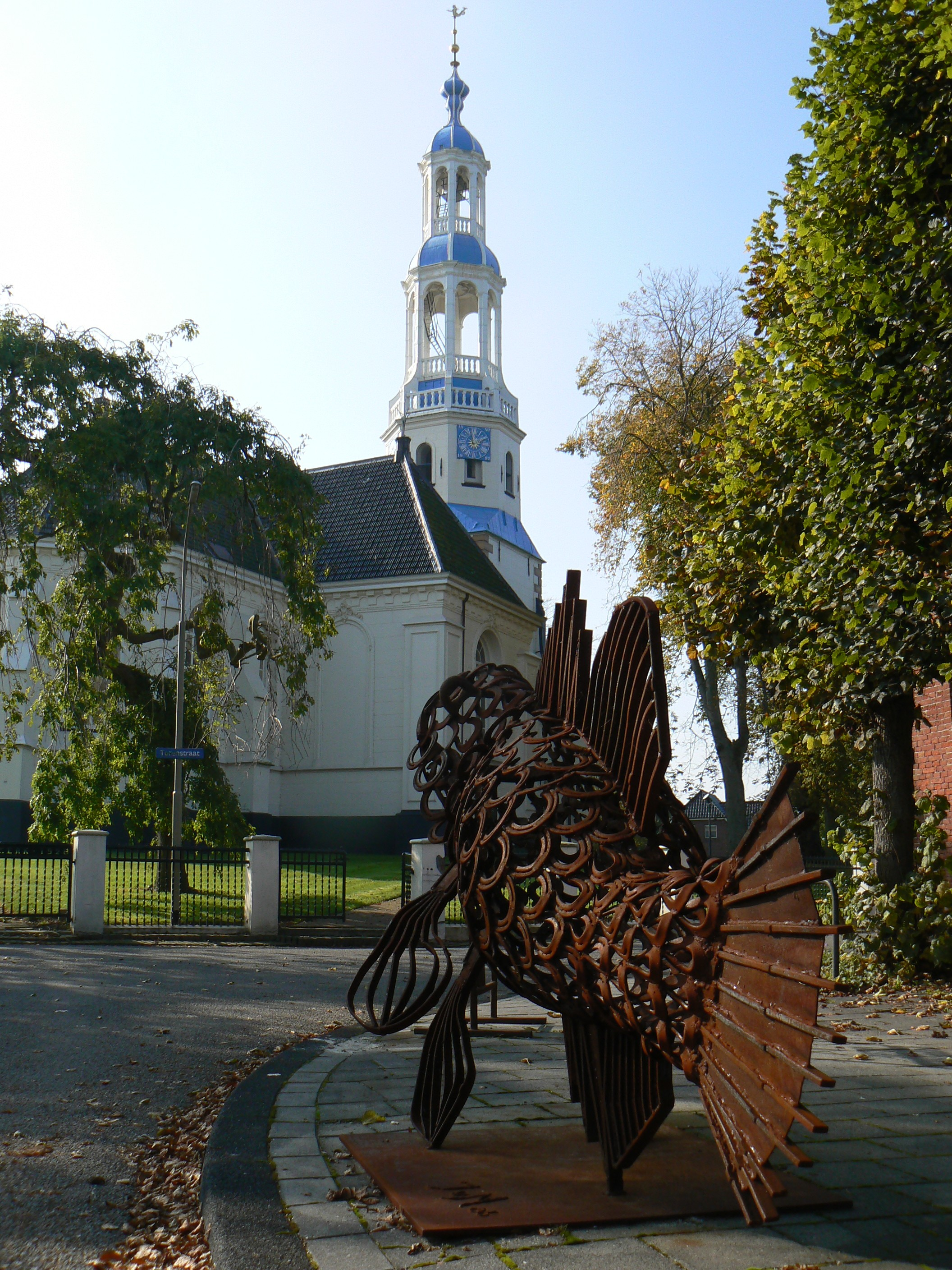
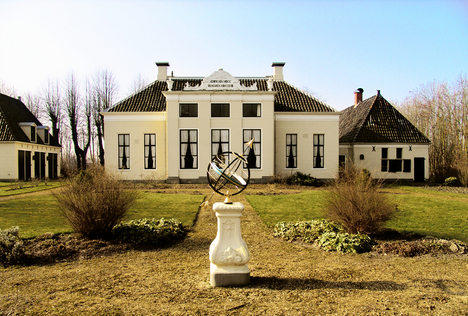